# Hoag's Object
Het Hoag's Object is een atypisch sterrenstelsel van het type dat bekend staat als een ringvormig sterrenstelsel. Het is genoemd naar Arthur Hoag, die het in 1950 ontdekte en het identificeerde als een planetaire nevel ofwel een eigenaardig sterrenstelsel met acht miljard sterren, dat ruwweg 100.000 lichtjaar in diameter is.

## Kenmerken
Een bijna perfecte ring van jonge hete blauwe sterren omcirkelt de oudere gele kern van dit ringsterrenstelsel op ca. 600 miljoen lichtjaar afstand in het sterrenbeeld Slang. De diameter van de 6 boogseconden lange binnenkern van het sterrenstelsel is ongeveer 17±0,7 duizend lichtjaar, terwijl de omringende ring een binnenste 28″ diameter van 75±3 duizend lichtjaar heeft en een buitenste ring van de diameter van 121±4 duizend lichtjaar. Het sterrenstelsel heeft naar schatting een massa van 700 miljard zonnen. Ter vergelijking: het stelsel heeft een geschatte diameter van 100.000 lichtjaar en bestaat uit tussen de 100 en 500 miljard sterren en een massa van ongeveer 1,54 biljoen zonnen.
De kloof die de twee stellaire populaties van elkaar scheidt, bevat mogelijk enkele sterrenhopen die bijna te zwak zijn om te zien. Hoewel ringstelsels zeldzaam zijn, is een ander verder weg gelegen ringstelsel (SDSS J151713.93+213516.8) te zien door Hoag's Object, tussen de kern en de buitenste ring van het sterrenstelsel, op ruwweg de één-uurspositie in de hier getoonde afbeelding.
Noah Brosch en collega's toonden aan dat de lichtgevende ring in de binnenrand ligt van een veel grotere neutrale waterstof-ring.

## Geschiedenis en vorming
Hoewel Hoag's object duidelijk te zien was op de Palomar Sky Survey, werd het noch opgenomen in de Morfologische Catalogus van sterrenstelsels, noch in de Catalogus van Melkwegstelsels en Clusters, noch in de catalogus van galactische planetaire nevels.
In de eerste aankondiging van zijn ontdekking stelde Hoag de hypothese voor dat de zichtbare ring een product was van gravitatielenswerking. Dit idee werd later verworpen omdat de kern en de ring dezelfde roodverschuiving hebben, en omdat meer geavanceerde telescopen de knoestige structuur van de ring onthulden, iets wat niet zichtbaar zou zijn als de ring het product was van gravitatielens.
Veel van de details van dit sterrenstelsel blijven een mysterie, waarvan de belangrijkste is hoe het gevormd is. Zogenaamde "klassieke" ringsterrenstelsels worden meestal gevormd door de botsing van een klein sterrenstelsel met een groter schijfvormig sterrenstelsel. Deze botsing veroorzaakt een dichtheidsgolf in de schijf die leidt tot een karakteristiek ringvormig uiterlijk. Een dergelijke gebeurtenis zou ten minste 2-3 miljard jaar in het verleden hebben plaatsgevonden, en zou kunnen lijken op de processen die poolringstelsels vormen. Er is echter geen teken van een tweede sterrenstelsel dat als "kogel" zou hebben gefungeerd, en de waarschijnlijk oudere kern van Hoag's Object heeft een zeer lage snelheid ten opzichte van de ring, wat de typische formatiehypothese vrij onwaarschijnlijk maakt. Waarnemingen met een van de meest gevoelige telescopen hebben ook geen zwakke fragmenten van sterrenstelsels aan het licht gebracht die in een botsscenario ontdekt zouden moeten kunnen worden. Een team van wetenschappers dat het sterrenstelsel analyseert, geeft echter toe dat "als het bloedbad meer dan 3 miljard jaar geleden heeft plaatsgevonden, er misschien geen detritus meer te zien is."
Noah Brosch suggereerde dat Hoag's Object een voorwerp zou kunnen zijn van een extreme "staafinstabiliteit" die een paar miljard jaar geleden in een balkspiraalstelsel optrad. Schweizer et al beweren dat dit een onwaarschijnlijke hypothese is omdat de kern van het object sferoïdaal is, terwijl de kern van een balkspiraalstelsel schijfvormig is, naast andere redenen. Zij geven echter toe dat het bewijsmateriaal nogal mager is om dit specifieke geschil naar tevredenheid te beslechten.
Een paar andere sterrenstelsels hebben de hoofdkenmerken van Hoag's Object, waaronder een heldere vrijstaande ring van sterren, maar hun centra zijn langgerekt of balkvormig, en ze vertonen mogelijk enige spiraalstructuur. Hoewel geen van deze stelsels qua symmetrie overeenkomt met Hoag's Voorwerp, staan ze bij sommigen bekend als stelsels van het Hoag-type.